# Monastère Sainte-Claire d'Urbino
Pour les articles homonymes, voir Monastero di Santa Chiara et Monastère Sainte-Claire.
Le monastère Sainte-Claire d'Urbino (en italien, Monastero di Santa Chiara) est l'ancien complexe cloîtré des Clarisses d'Urbino. C'est l'un des principaux monuments de la ville et l'un des plus grands exemples d'architecture de la Renaissance. C'est actuellement le siège de l'Institut supérieur des industries artistiques d'Urbino.

## Histoire
Un premier édifice est érigé à cet emplacement vers 1420 pour abriter le Conservatoire des femmes veuves ; en 1456, il reçut la Règle de l'observance de sainte Claire du pape Callisto III par l'intercession du duc Frédéric III de Montefeltro. En 1457, la première épouse du duc Frédéric III, Gentile Brancaleoni, s'y retira, et, en 1472, la seconde épouse du duc, Battista Sforza, y fut enterrée par la volonté expresse du défunt. En 1482, Elisabetta da Montefeltro, l'une des filles du duc Frédéric III de Montefeltro, se retira également dans le monastère après la mort de son mari Roberto Malatesta ; après quelques années, il prononça ses vœux et, avec sa dot, commença la restructuration du monastère, sur la base d'un projet de l'architecte siennois Francesco di Giorgio Martini, resté inachevé en raison de circonstances historiques défavorables.
Par la suite, avec la dynastie des Rovere, l'église fut embellie à l'intérieur comme à l’extérieur, jusqu'à ce qu'il devienne, à partir de 1538, le mausolée ducal, avec l'inhumation du duc Francesco Maria I Della Rovere, de son épouse Eleonora Gonzaga, de son fils le cardinal Giulio Della Rovere, de sa belle-fille Giulia da Varano (première épouse du duc Guidobaldo II ) et sa nièce Eleonora ou Lavinia Della Rovere (fille du duc Guidobaldo II et de Vittoria Farnèse). Aux environs de 1620, Francesco Maria II Della Rovere a décidé d'intervenir sur l'église monastique en réduisant la structure rectangulaire d'origine avec une seule salle, dans le bâtiment actuel, avec un plan central.
Rien de particulier n'a été enregistré dans l'histoire de l'édifice jusqu'à l'unification de l'Italie, avec la confiscation conséquente des biens ecclésiastiques. Aussi la Municipalité l'affecta-t-elle d'abord à un institut consacré à l'éducation des femmes, puis, à partir de 1904, à un hôpital civil. Cette dernière fonction entraîna de profondes transformations du bâtiment, telle la démolition partielle des cellules des novices du premier étage en mezzanine (vers le jardin suspendu), afin d'en dégager des terrasses. De plus, les chapelles funéraires des religieuses du côté aval du jardin suspendu ont été démolies et l'oratoire des religieuses, derrière l'église, a été démantelé pour créer un escalier d'accès à l'ancien dortoir ; à l'origine, le dortoir et le vestiaire adjacent ne pouvaient être atteints que par la rampe hélicoïdale. Les décorations du XVIIe siècle de l'église, utilisée comme vestibule d'hôpital, ont été supprimées. Dans les années 1970, l'hôpital est transféré dans un nouveau bâtiment à la périphérie de la ville, et l'ancien monastère devient ainsi le siège de l'Institut supérieur des industries artistiques (ISIA) ; cette nouvelle destination a été suivie d'une première récupération de l'ouvrage. Il faudra attendre le 22 septembre 2011 pour la reprise complète de l'édifice, avec l'achèvement des travaux de restauration, qui ont duré quatre ans, permettant la réhabilitation de certaines parties ; comme la fermeture des terrasses sur les combles (où se trouvaient à l'origine les cellules des novices) ou la démolition d'une superfétation du XXe siècle dans la cour-cloître,.
Au cours des quatre années de restauration, les corps de la famille Montefeltro-Della Rovere ont été déplacés de l'emplacement d’origine, c’est-à-dire  de la crypte, vers un lieu de séjour « temporaire » : l'un des placards des collaborateurs scolaires de l'Institut supérieur des industries artistiques (ISIA). Aujourd'hui, les restes des plus illustres de la famille ducale sont dans un état lamentable en raison d'années de mauvaise gestion et de profanation planifiée.

## Galerie d'images

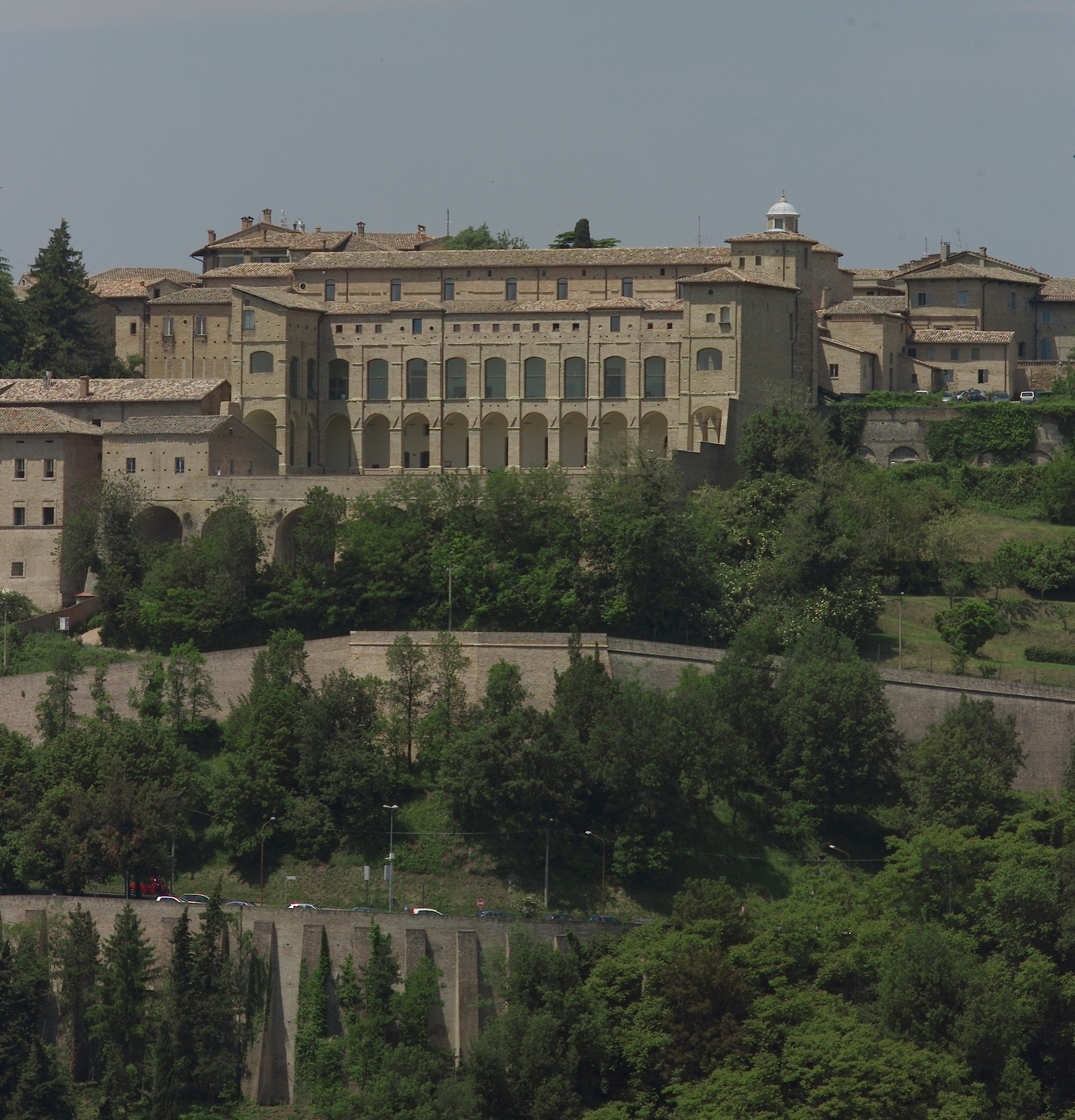
L'ancien monastère du côté est.
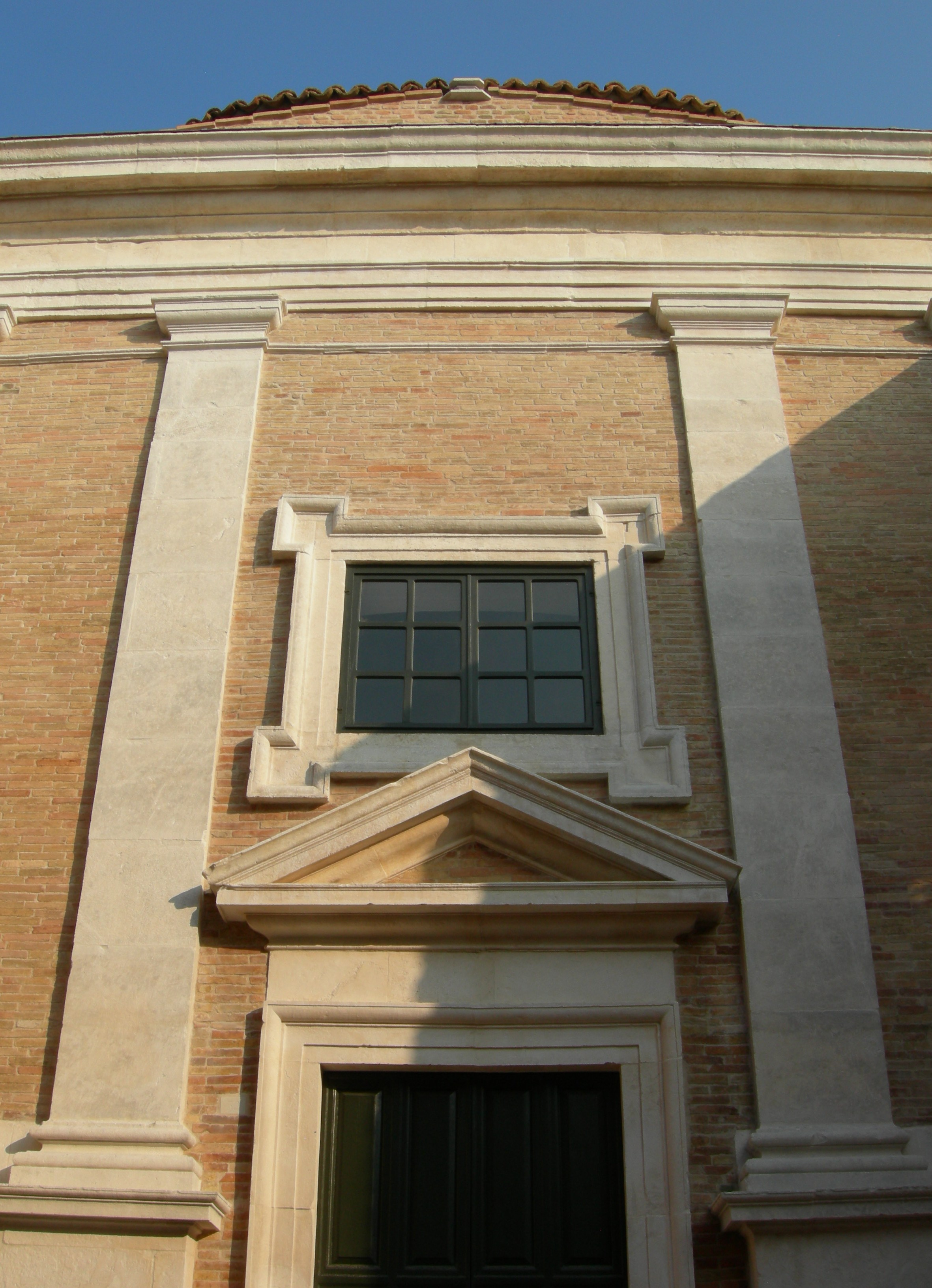
Façade de l'église (mausolée en chêne).
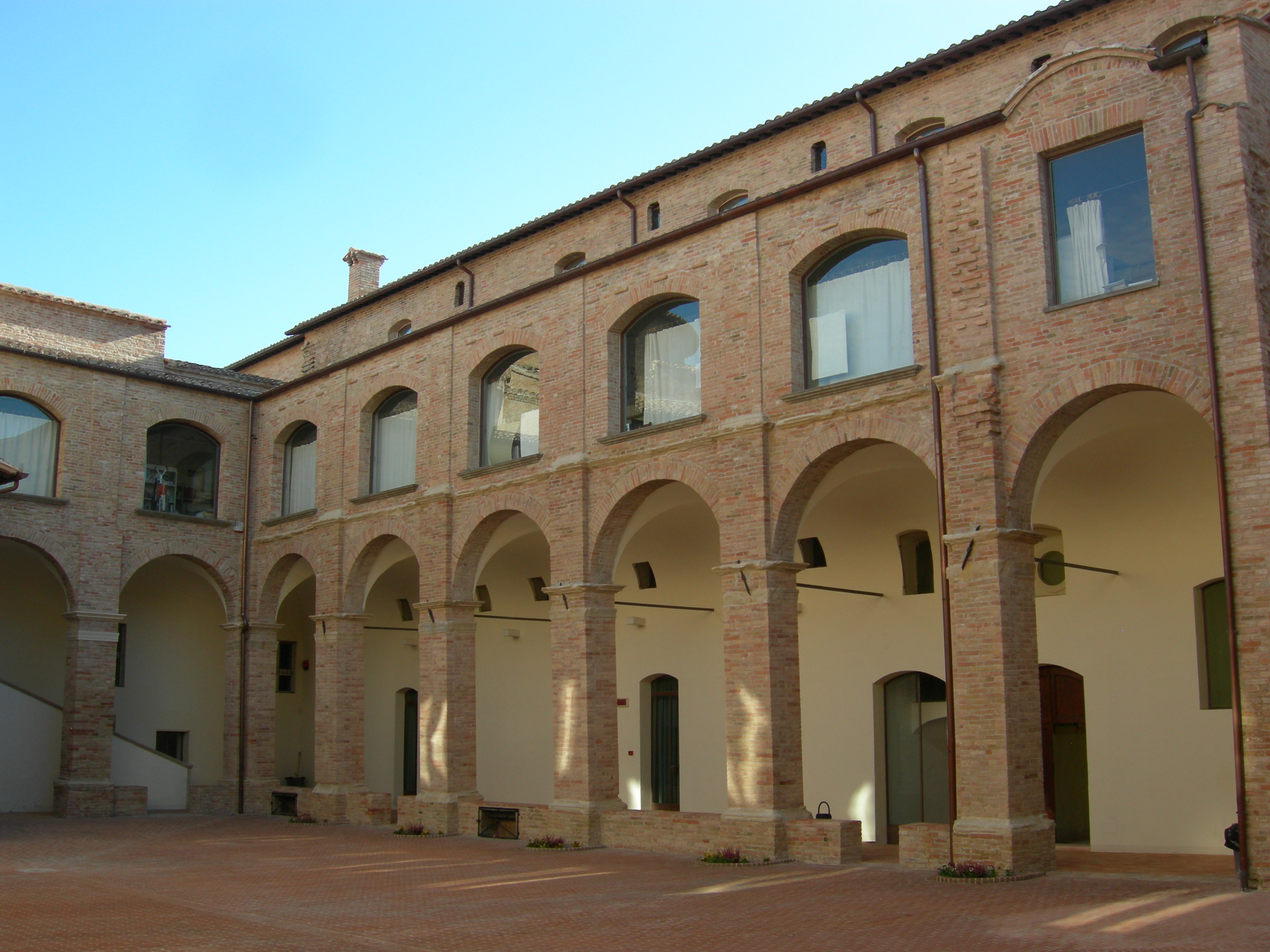
La cour intérieure du cloître.
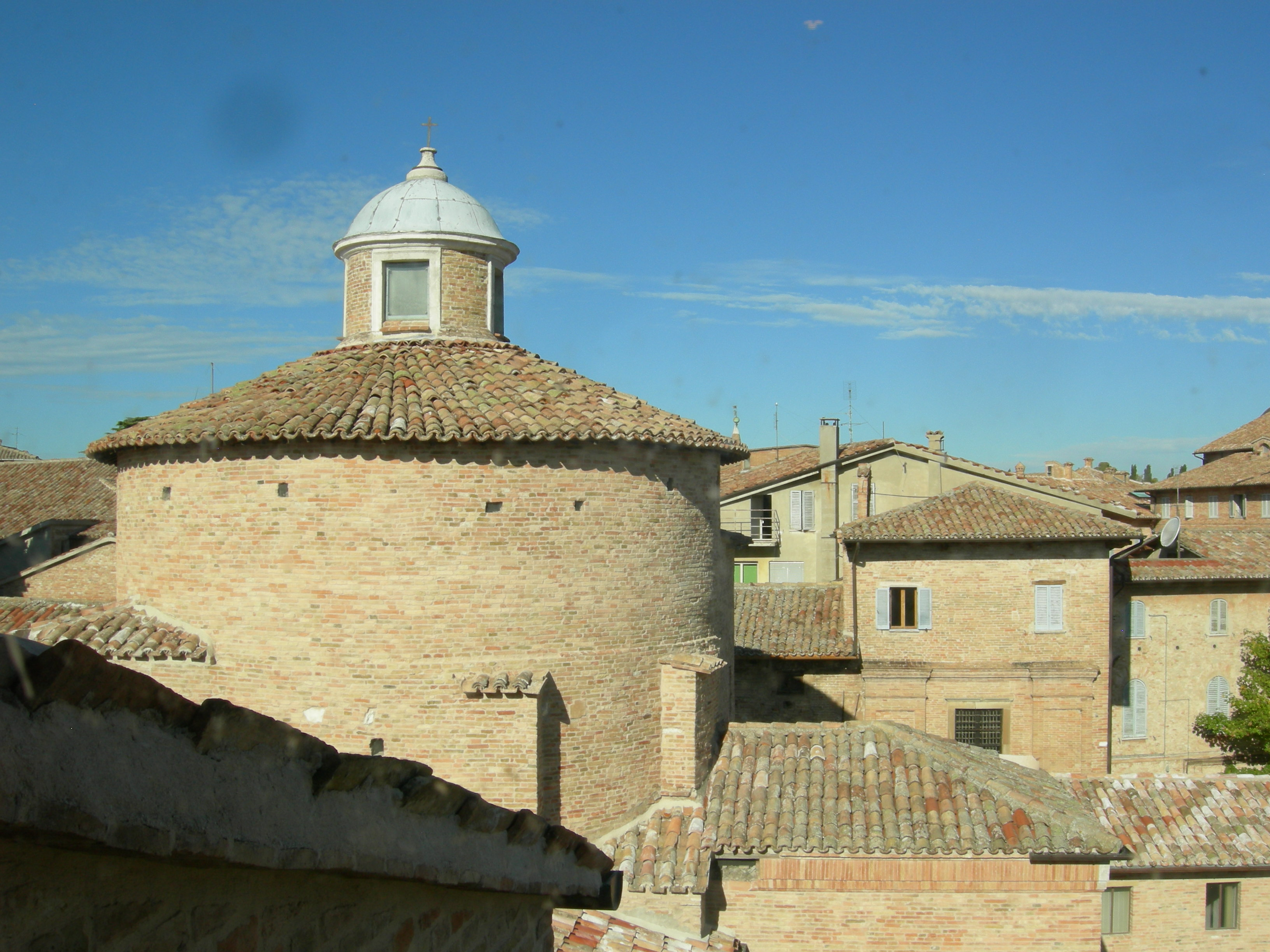
Le dôme de l'église / mausolée.
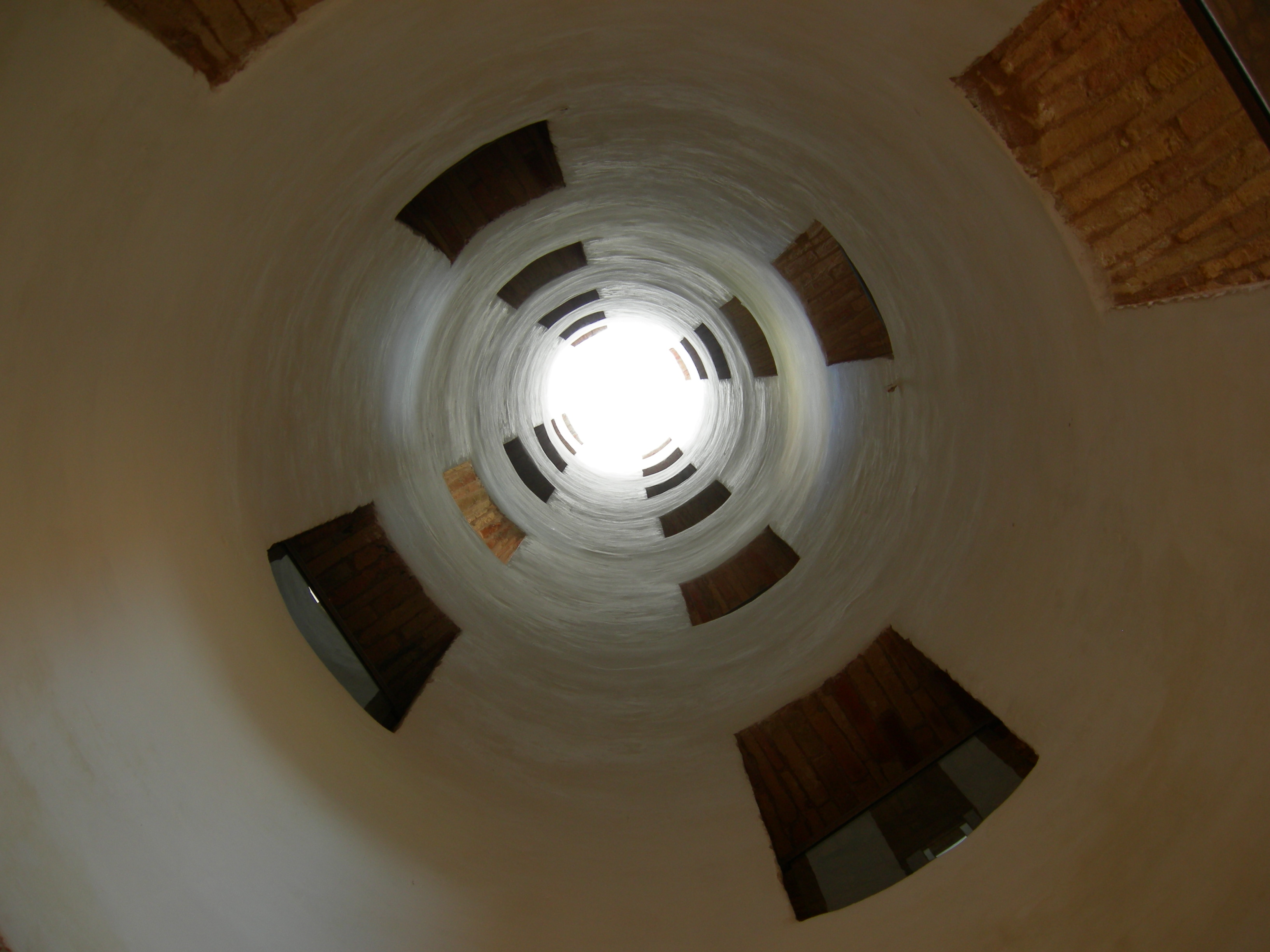
Noyau central de la rampe hélicoïdale.
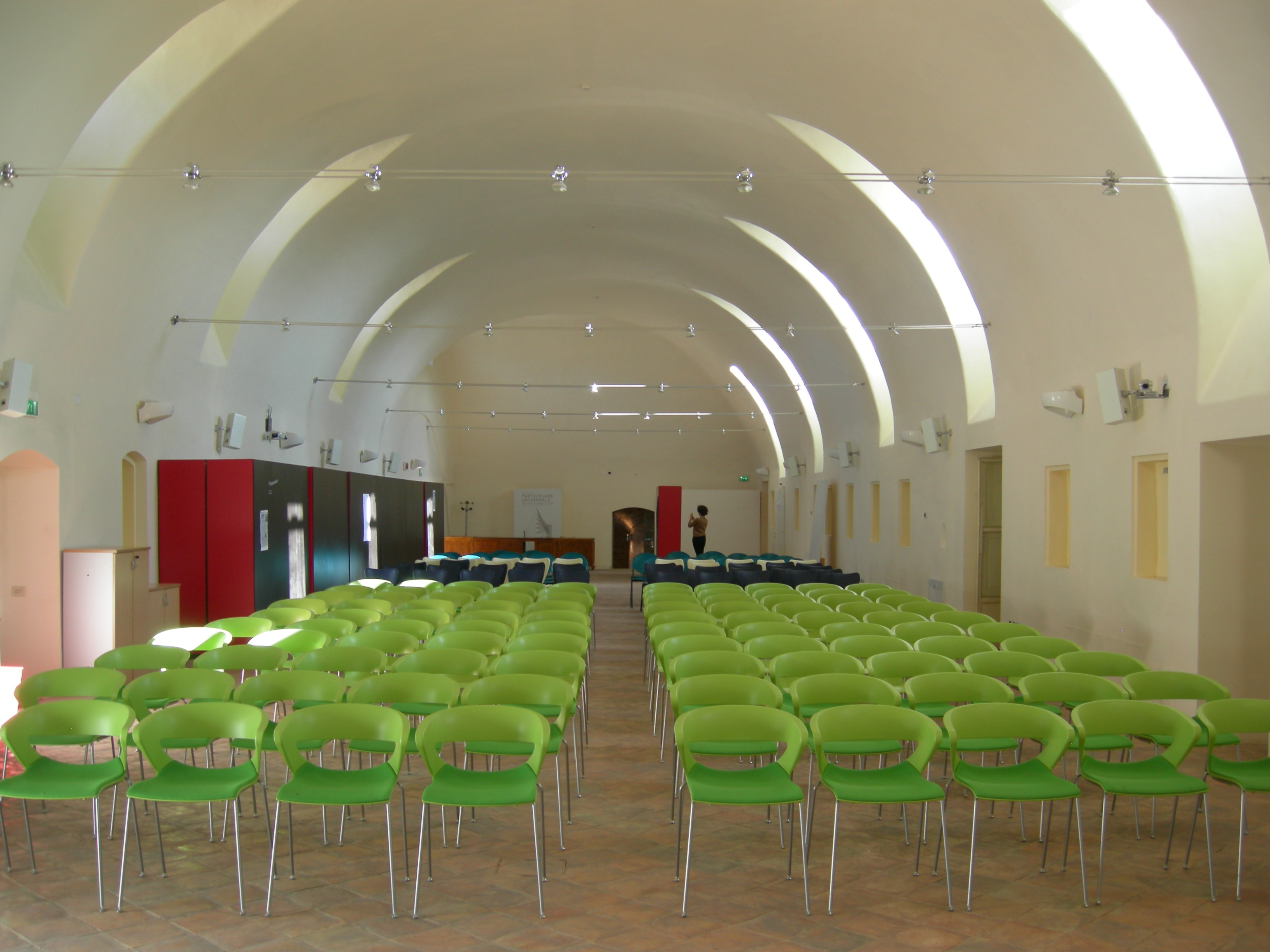
L'ancien dortoir des religieuses.
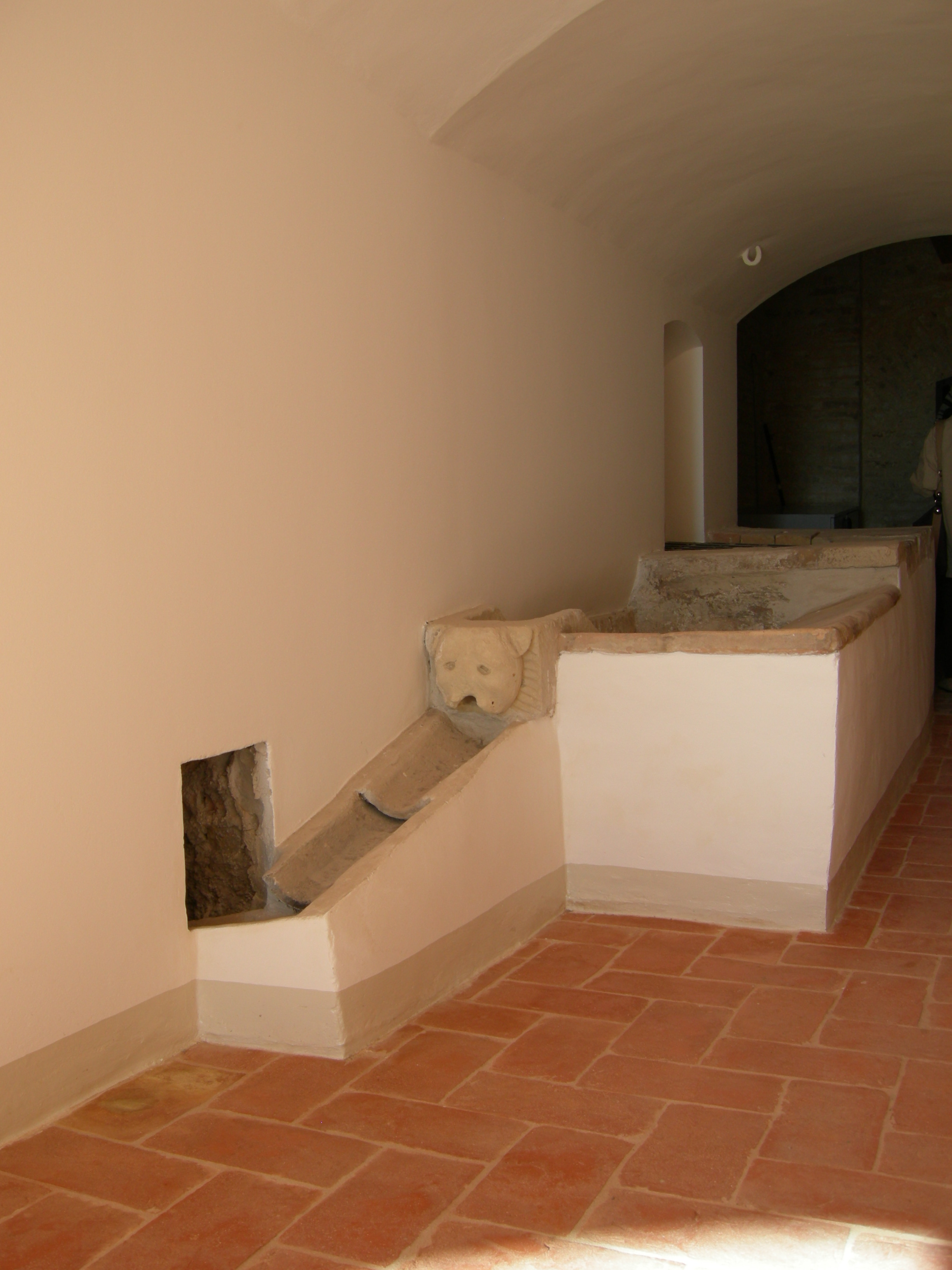
Evier et puits.
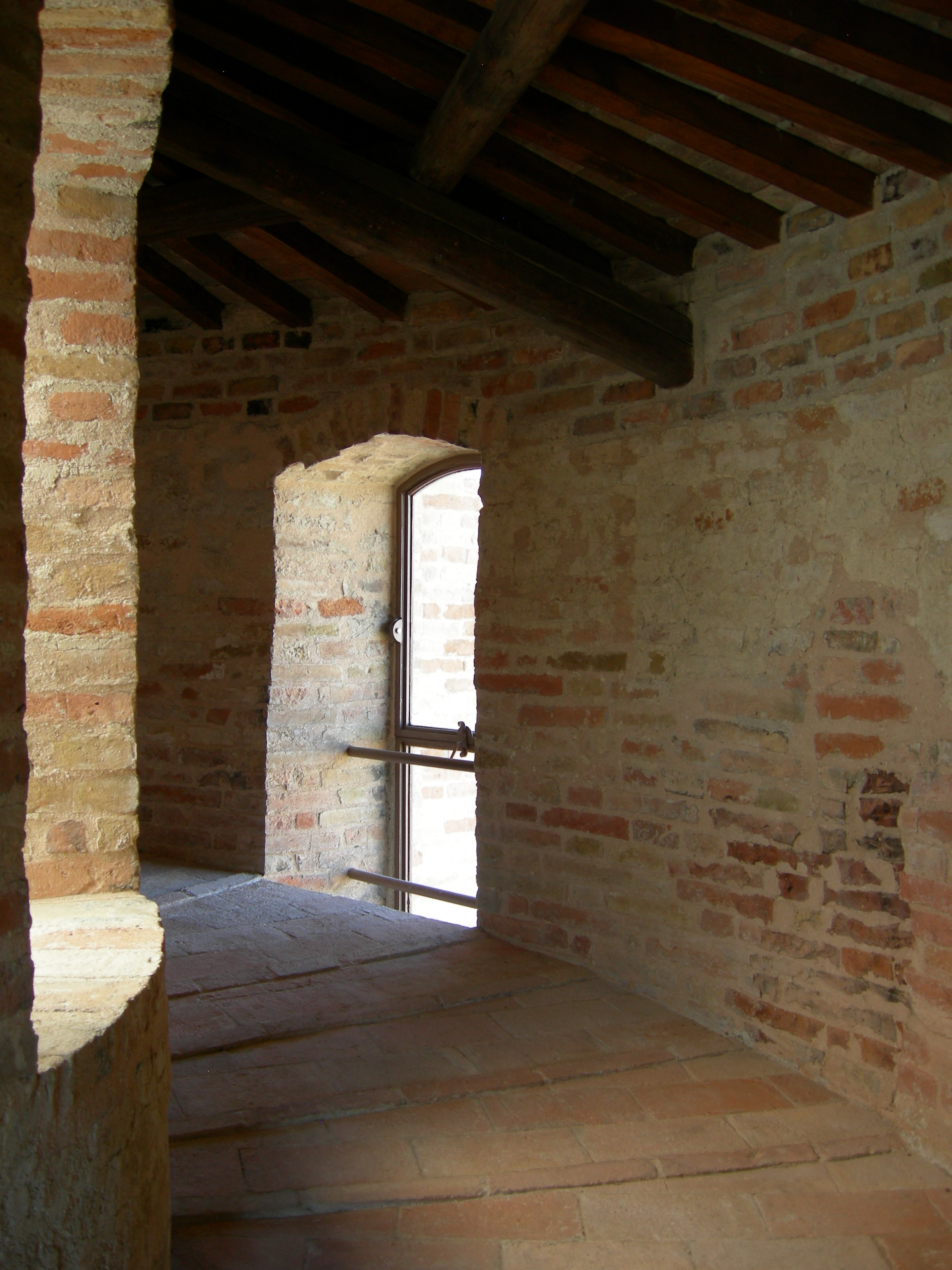
Détail de la rampe.
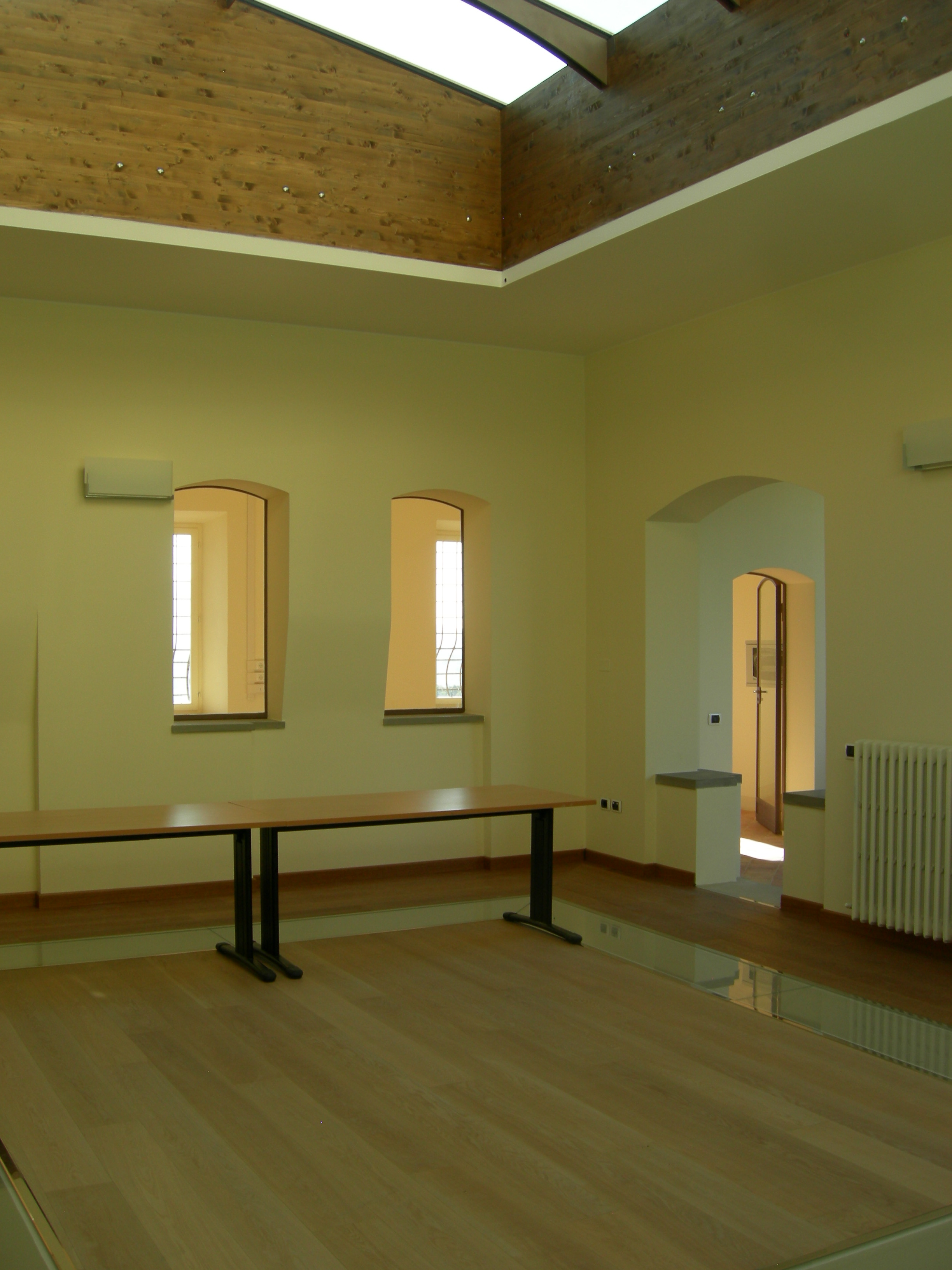
L'ancien dressing.
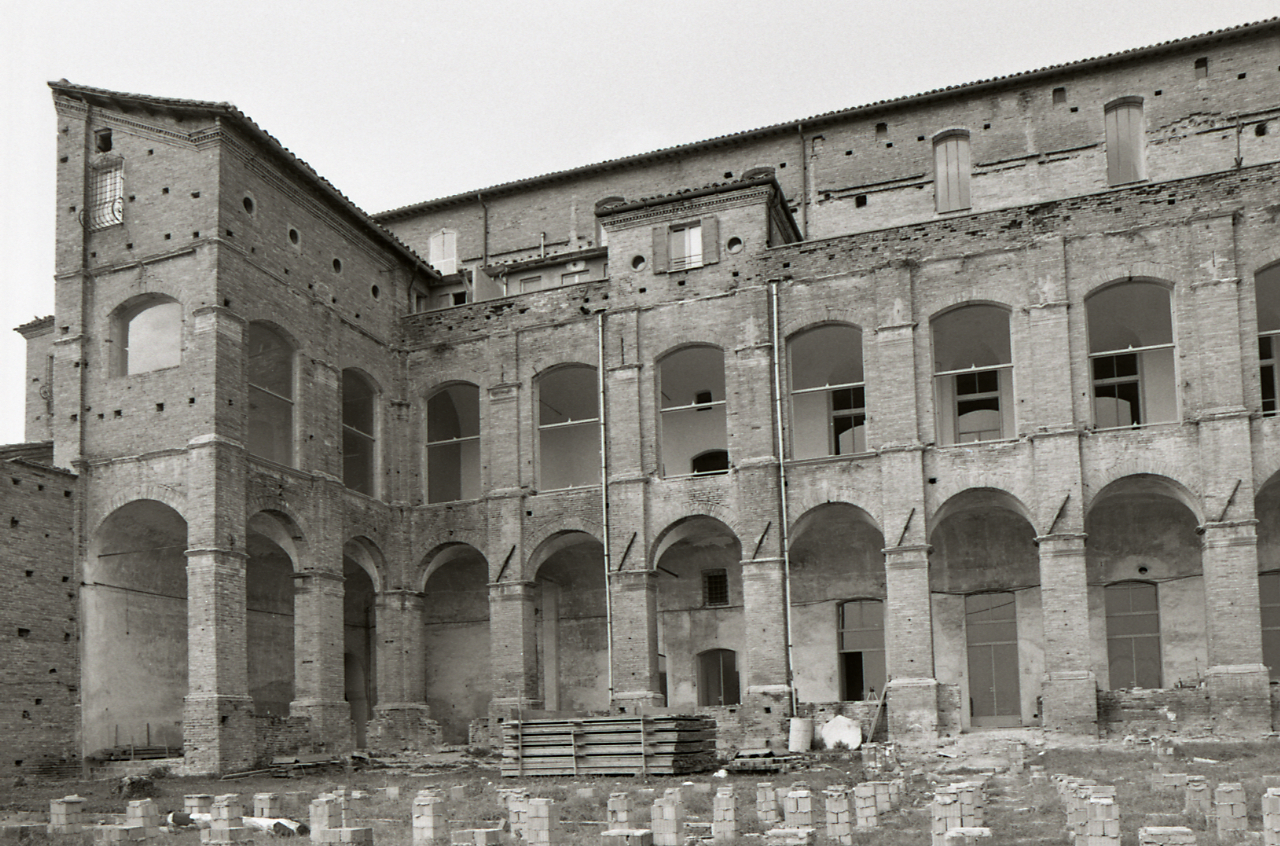
Le bâtiment en 1981, sur une photo de Paolo Monti.